# Astragalus franziskae
Astragalus franziskae es una especie de planta del género Astragalus, de la familia de las leguminosas, orden Fabales.

## Distribución
Astragalus franziskae se distribuye por Afganistán.

## Taxonomía
Fue descrita científicamente por Deml. Fue publicada en Boissiera 21: 96 (1972).